# Viktor Vlasov
Viktor Petrovitj Vlasov russisk: Виктор Петрович Власов (født 1. september 1925 i Moskva, død 2002 smst.) var en sovjetisk basketballspiller, som deltog i OL 1952 i Helsinki.

## Idrætskarriere
Vlasov dyrkede både fodbold, volleyball og atletik i sin ungdom, inden han kastede sig over basketball i Dynamo Moskva inden anden verdenskrig, der afbrød hans karriere, hvor han gjorde tjeneste i den Røde Hær. Efter krigen genoptog han i 1945 basketball, nu i en anden klub. I 1946 vendte han tilbage til Dynamo, hvor han spillede resten af sin karriere frem til 1959. Med denne klub blev han sovjetisk mester i 1948, vandt sølv i 1956 samt bronze i 1957 og 1958. Han var også i finalen i den sovjetiske pokalturnering i 1950.
Vlasov spillede på det sovjetiske landshold 1949-1955 og var her med til at blive europamester i 1951. Ved OL 1952 vandt Vlasov og Sovjetunionen deres indledende pulje, mens de i gruppen i anden runde blev besejret af USA, men stadig blev nummer to. De spillede derfor semifinale, som de vandt snævert over Uruguay, og dermed var de i finalen. Her stod de igen over for USA, og her havde Sovjetunionen held til at holde scoren nede, men USA var i den sidste ende bedst og sejrede med cifrene 36-25.
Vlasov og Sovjetunionen blev igen europamestre i 1953 og vandt bronze ved EM i 1955.

## Videre karriere
Efter afslutningen af den aktive karriere arbejdede Vlasov næsten 40 år som basketballtræner i Dynamo Moskva, herunder som cheftræner i perioden 1959-1969.

## OL-medaljer
- 1952  Helsinki –  Sølv i basketball  URS